# Петер Йозеф Ебнер
Петер Йозеф Ебнер (нім. Peter Josef Ebner; 29 червня 1888, Гехвіль — 28 серпня 1962, Франкфурт-на-Майні) — німецький військовий ветеринар, доктор ветеринарії, генерал-майор ветеринарної служби вермахту (1 серпня 1943).

## Біографія
18 квітня 1913 року вступив в армію. Учасник Першої світової війни. На початку Другої світової війни очолював навчальний Відділ військової ветеринарної академії. В 1939 році призначений командиром 1-ї інструкторської групи академії. З 15 грудня 1940 року — головний ветеринар 20-го армійського корпусу і командир 11-го ветеринарного батальйону. З 5 лютого 1942 року — головний ветеринарний офіцер при оберквартирмейстері на Чорному морі. З 10 вересня 1942 року — головний ветеринар 6-ї армії.

## Нагороди
- Залізний хрест 2-го і 1-го класу
- Почесний хрест ветерана війни з мечами
- Медаль «За вислугу років у Вермахті» 4-го і 3-го класу (12 років; 2 жовтня 1936) — отримав 2 нагороди одночасно.
- Хрест Воєнних заслуг 2-го і 1-го класу з мечами
- Медаль «За зимову кампанію на Сході 1941/42»